# Nguyễn Hoàng Lâm (đạo diễn)
Nguyễn Hoàng Lâm (sinh năm 1974) là nhà báo, đạo diễn - nhà sản xuất phim tài liệu người Việt Nam, ông được trao tặng danh hiệu Nghệ sĩ Nhân dân vào năm 2019,  được trao tặng Giải thưởng Nhà nước vào đợt V năm 2022 và hiện là Phó Trưởng ban Chuyên đề - Khoa giáo, Đài Truyền hình Việt Nam.  Ông tốt nghiệp Thạc sĩ chuyên ngành Nghệ thuật Điện ảnh của Trường Đại học Sân khấu – Điện ảnh Hà Nội.
Nguyễn Hoàng Lâm là thành viên giám khảo hạng mục Phim tài liệu - khoa học tại Liên hoan phim Việt Nam lần thứ 22, Liên hoan Truyền hình toàn quốc lần thứ 31 và lần thứ 34; thành viên giám khảo hạng mục phim ngắn tại Liên hoan phim quốc tế Hà Nội lần thứ VI.

## Tác phẩm
| Năm  | Tựa đề                                | Đạo diễn       | Vai trò khác     | Chú thích |
| ---- | ------------------------------------- | -------------- | ---------------- | --------- |
| 2005 | Rùa xanh ở Côn Đảo                    | Có             |                  |           |
| 2007 | Những loài bay ở Côn Đảo              | Có             |                  |           |
| 2010 | Chuyện cổ tích của thần đất           | Có             |                  |           |
|      | Biển động                             | Có             |                  |           |
|      | Lịch sử và lựa chọn                   | Có             |                  |           |
|      | Bản hòa tấu Sơn Đoòng                 | Có             | Biên kịch        |           |
| 2012 | Bí mật từ những pho tượng Phật        | Có             | Biên kịch        |           |
|      | Sống và kể lại                        | Có             | Biên kịch        |           |
| 2020 | Bardo – Màu nhiệm sự sống và cái chết | Có             |                  |           |
| 2021 | Con đường đã chọn                     | Đồng đạo diễn  |                  |           |
| 2021 | Joris Ivens và Ngọn gió Việt Nam      | Có             |                  |           |
| 2024 | Mứa bản                               | Vũ Thanh Huyền | Chỉ đạo sản xuất |           |

## Giải thưởng
| Năm  | Giải thưởng                        | Hạng mục      | Tác phẩm đề cử                   | Kết quả           | Chú thích   |
| ---- | ---------------------------------- | ------------- | -------------------------------- | ----------------- | ----------- |
| 2005 | Giải Cánh diều 2004                | Phim Khoa học | Rùa xanh ở Côn Đảo               | Giải Khuyến khích |             |
| 2008 | Giải Cánh diều 2007                | Phim Khoa học | Những loài bay ở Côn Đảo         | Giải Khuyến khích |             |
| 2013 | Liên hoan phim Việt Nam lần thứ 18 | Phim khoa học | Bí mật từ những pho tượng Phật   | Bông sen Vàng     | [ 8 ] [ 9 ] |
| 2013 | Giải Cánh diều 2012                | Phim Khoa học | Bí mật từ những pho tượng Phật   | Cánh diều bạc     | [ 9 ]       |
| 2015 | Liên hoan phim Việt Nam lần thứ 19 | Phim Khoa học | Bản hòa tấu Sơn Đoòng            | Bông sen Vàng     | [ 10 ]      |
| 2017 | Liên hoan phim Việt Nam lần thứ 20 | Phim tài liệu | Sống và kể lại                   | Bông sen Vàng     | [ 11 ]      |
| 2019 | Liên hoan phim Việt Nam lần thứ 21 | Phim tài liệu | Joris Ivens và Ngọn gió Việt Nam | Bông sen Bạc      | [ 12 ]      |

| Năm  | Giải thưởng                        | Hạng mục      | Đề cử              | Tác phẩm                       | Kết quả   | Chú thích    |
| ---- | ---------------------------------- | ------------- | ------------------ | ------------------------------ | --------- | ------------ |
| 2008 | Giải Cánh diều 2007                | Phim khoa học | Đạo diễn xuất sắc  | Những loài bay ở Côn Đảo       | Đoạt giải |              |
| 2013 | Liên hoan phim Việt Nam lần thứ 18 | Phim khoa học | Đạo diễn xuất sắc  | Bí mật từ những pho tượng Phật | Đoạt giải | [ 3 ]        |
| 2013 | Liên hoan phim Việt Nam lần thứ 18 | Phim khoa học | Biên kịch xuất sắc | Bí mật từ những pho tượng Phật | Đoạt giải | [ 3 ]        |
| 2015 | Liên hoan phim Việt Nam lần thứ 19 | Phim tài liệu | Đạo diễn xuất sắc  | Bản hòa tấu Sơn Đoòng          | Đoạt giải | [ 3 ] [ 10 ] |
| 2017 | Liên hoan phim Việt Nam lần thứ 20 | Phim tài liệu | Đạo diễn xuất sắc  | Sống và kể lại                 | Đoạt giải | [ 11 ]       |